# Anthophora syriaca
Anthophora syriaca är en biart som beskrevs av Heinrich Friese 1922. Anthophora syriaca ingår i släktet pälsbin, och familjen långtungebin. Inga underarter finns listade i Catalogue of Life.